# Buduhala
Buduhala – wieś w Rumunii, w okręgu Gorj, w gminie Telești. W 2011 roku liczyła 658 mieszkańców.